# 議政府消防署
議政府消防署（ウイジョンブしょうぼうしょ）は京畿道北部消防災難本部所属の消防署である。

## 管轄区域
- 議政府市

## 沿革
- 1977年11月21日 - 開署。管轄区域は議政府市。
- 1982年4月20日 - 楊州郡桧泉面を管轄区域に加える。管轄区域が議政府市、楊州郡桧泉面になる。
- 1982年11月1日 - 楊州郡州内面を管轄区域に加える。管轄区域が議政府市、楊州郡州内面、桧泉面になる。
- 1984年11月24日 - 南楊州郡九里邑を管轄区域に加える。管轄区域が議政府市、楊州郡州内面、桧泉面、南楊州郡九里邑になる。
- 1985年12月5日 - 南楊州郡渼金邑、別内面を管轄区域に加える。管轄区域が議政府市、楊州郡州内面、桧泉面、南楊州郡九里邑、渼金邑、別内面になる。
- 1986年1月1日 - 南楊州郡九里邑の市制施行に伴い、管轄区域が議政府市と九里市、楊州郡桧泉面、州内面、南楊州郡渼金邑、別内面になる。
- 1987年11月9日 - 高陽郡元堂邑を管轄区域に加える。九里消防署開署に伴い九里市と南楊州郡渼金邑、別内面を管轄区域から外す。管轄区域が議政府市、楊州郡州内面、桧泉面、高陽郡元堂邑になる。
- 1990年2月12日 - 抱川郡抱川邑と坡州郡金村邑を管轄区域に加える。管轄区域が議政府市、楊州郡州内面、桧泉面、高陽郡元堂邑、抱川郡抱川邑、坡州郡金村邑になる。
- 1991年4月23日 - 高陽消防署開設に伴い、高陽郡元堂邑を管轄区域から外す。坡州郡汶山邑を管轄区域に加える。管轄区域が議政府市、楊州郡州内面、桧泉面、抱川郡抱川邑、坡州郡金村邑、汶山邑になる。
- 1992年1月1日 - 抱川郡郡内面、蘇屹面、加山面を管轄区域に加える。坡州郡汶山邑と金村邑を高陽消防署に移管する。管轄区域が議政府市、楊州郡州内面、桧泉面、抱川郡抱川邑、郡内面、蘇屹面、加山面になる。
- 1995年3月9日 - 抱川郡全域、楊州郡全域に管轄区域を拡大する。管轄区域が議政府市、楊州郡、抱川郡になる。
- 1999年2月10日 - 抱川消防署開設に伴い抱川郡を管轄区域から外す。管轄区域が議政府市、楊州郡になる。
- 2003年10月19日 - 楊州郡の市制施行に伴い、管轄区域が議政府市、楊州市になる。
- 2008年7月24日 - 楊州消防署開設に伴い、楊州市を管轄区域から外す。 管轄区域が議政府市になる。

## 119安全センター
| 119安全センター     | 住所                    | 管轄区域                                                       | 地域隊 |
| ------------------- | ----------------------- | -------------------------------------------------------------- | ------ |
| 中央119安全センター | 議政府市議政路48        | 議政府市のうち議政府2、3洞、佳陵洞、緑楊洞                     |        |
| 金梧119安全センター | 議政府市護国路1434-14   | 議政府市のうち議政府1洞、新谷2洞、金梧洞                       |        |
| 虎院119安全センター | 議政府市平和路322番ギル | 議政府市のうち虎院洞、長岩洞、新谷1洞                          |        |
| 松山119安全センター | 議政府市忠議路90        | 議政府市のうち、龍峴洞、高山洞、山谷洞、民楽洞、洛陽洞、自逸洞 |        |